# Йордан Вакарелски
Йордан Николов Вакарелски е български аграрен инженер, пионер на механизацията в селското стопанство в България.
Създава комплексна механизация за типичните култури в Тракия, с което издига нивото на земеделието в цяла Южна България. Едно от най-значителните му изобретения са вертикално-ротационните почвообработващи органи.
Той е един от основателите на катедра „Механизация на селското стопанство“ в Аграрния университет в Пловдив и професор в нея.

## Биография
Роден е на 12 ноември 1919 г. в с. Момина Клисура, Пазарджишко. На 12 години загубва майка си. Завършва Пазарджишката гимназия, където живее и учи сам. Завършва Агрономо–лесовъдния факултет на Софийския университет „Св. Климент Охридски“ през 1943 г. През 1948 г. като млад учен е изпратен на изследователска работа в Карловия университет в Прага.
Кариерата си започва през 1947 г. като асистент и основател, заедно с проф. Асен Кацаров, на катедра „Механизация на селското стопанство“ към Аграрния университет в Пловдив. Още първите му статии през 1947 – 1950 г. служат като указание за работа на първите механизатори в България. По-късно конструира и усъвършенства машини и апарати, специално за почвите и терените на Южна България и Родопската яка. Оригиналните му идеи са свързани с типичните за Южна България култури: мента, фъстъци, лук-арпаджик, моркови, шипки и др., при които най-малко са възможностите за ползване на чужд опит и машини. Много от тези нестандартни апарати са уникални и като изобретения са документирани в публикациите му.
Разработва идеята за вертикално-ротационни органи за окопаване защитната зона на окопните култури, т.е. повърхността между отделните растения, възлизаща от 37 до 63%. Така за първи път той решава проблема за цялостното окопаване на най-масовите култури: царевица, слънчоглед, памук, цвекло, картофи без прилагането на тежък ръчен труд.
40 години работи в Аграрния университет Пловдив. Той е първият доцент (1958 г.) и първият професор (1966 г.), израснал в катедра „Механизация на селското стопанство“ и неин дългогодишен ръководител. Автор е на 80 научни труда. Поддържа контакти с учени от Германия (ГДР) от Университета „Ал. фон Хумболт“ Берлин, Техническия Университет в Дрезден, Селскостопанската Академия в Потсдам, „Тимирязевската Академия“ в Москва, Унгария, Япония и др.,
Женен е за Зойка Вакарелска и имат две дъщери: Екатерина Петкова и Красимира Лангхайнрих.
Умира на 17 януари 1990 г. в Пловдив.

## Награди и отличия
- Орден „Св.св. Кирил и Методий“ 1970 г.

## Избрани изобретения и публикации
- „Механични ръце за първо и второ окопаване на царевица и слънчоглед“, Научни трудове на Висшия селскостопански институт (ВСИ) Пловдив 11, 1962 г., №1, 235 – 250.
- „Приспособление за засаждане на ментови корени и механизиране сеитбата на ментата“, сп. Селскостопанска техника 1969 г., №13, 95 – 106.
- „Приспособление за засаждане на арпаджик“, сп. Селскостопанска техника 1972 г., №1, 13 – 15.
- „Сеещ апарат за фъстъци“, сп. Механизация и електрификация на селското стопанство, 1962 г., №5, 27 – 29.

## Личност
- Изявен практик, който редовно експериментира с техниците си.
- Ентусиазиран турист, обхожда планините с колеги и фамилията си. Това е наследил от своя баща, който участвайки в три войни и две въстания е бил принуден да опознае планините.
- Той е братовчед на бележития етнограф Христо Вакарелски.
- В негова чест компютърната зала към катедра Механизация на селското стопанство на Аграрния университет Пловдив носи неговото име.
- По повод 100години от рождението на проф. Йордан Вакарелски през 2019 г.в Аграрния университет бе организирана изложба, посветена на него.